# Aborto
Aborto ou interrupção da gravidez é a interrupção de uma gravidez resultante da remoção de um feto ou embrião antes de este ter a capacidade de sobreviver fora do útero. Um aborto que ocorra de forma espontânea denomina-se aborto espontâneo ou "interrupção involuntária da gravidez". Um aborto deliberado denomina-se "aborto induzido" ou "interrupção voluntária da gravidez". Nos casos em que o feto já é capaz de sobreviver fora do útero, este procedimento denomina-se "interrupção tardia da gravidez".
Quando são permitidos por lei, os abortos em países desenvolvidos são um dos procedimentos médicos mais seguros que existem. Os métodos de aborto modernos usam  medicamentos ou cirurgia. Durante o primeiro e segundo trimestres de gravidez, o fármaco mifepristona em associação com prostaglandina aparenta ter a mesma eficácia e segurança que a cirurgia. Os contraceptivos, como a pílula ou dispositivos intrauterinos, podem ser usados imediatamente após um aborto. Quando realizado de forma legal e em segurança, um aborto induzido não aumenta o risco de problemas físicos ou mentais a longo prazo. Por outro lado, os abortos inseguros e clandestinos realizados por pessoas sem formação, com equipamento contaminado ou em instalações precárias são a causa de 47 000 mortes maternas e 5 milhões de admissões hospitalares por ano.
Em todo o mundo são realizados 56 milhões de abortos por ano, dos quais cerca de 45% são feitos de forma insegura. Entre 2003 e 2008 a prevalência de abortos manteve-se estável, depois de nas duas décadas anteriores ter vindo a diminuir à medida que mais famílias no mundo tinham acesso a planeamento familiar e contracepção. A Organização Mundial de Saúde recomenda que todas as mulheres tenham acesso a abortos legais e seguros. No entanto, em 2008 apenas cerca de 40% das mulheres em todo o mundo tinham acesso a abortos legais. Os países que permitem o aborto têm diferentes limites no número máximo de semanas em que são permitidos. No Brasil, estima-se entre   500  mil  e  1  milhão (ou mais)  de  abortos  induzidos por  ano. 
Ao longo da história, foi comum a prática de abortos com ervas medicinais, instrumentos aguçados, por via da força ou com outros métodos tradicionais. A legislação e as perspetivas culturais e religiosas sobre o aborto diferem conforme a região do mundo. Em algumas regiões, o aborto só é legal em determinados casos, como violação, doenças congénitas, pobreza, risco para a saúde da mãe ou incesto. Em muitos locais existe debate social sobre as questões morais, éticas e legais do aborto. Os grupos que se opõem ao aborto geralmente alegam que um embrião ou feto é um ser humano com direito à vida e comparam o aborto a um homicídio. Os grupos que defendem a legalização do aborto geralmente alegam que a mulher tem o direito de decidir sobre o seu próprio corpo. No Brasil, estudo transversal mostrou que fatores como gênero (masculino), faixa etária (idade mais avançada) e fundamentalismo religioso, bem como falta de proximidade pessoal com alguém que já fez um aborto, são preditores significativos de atitudes negativas e discriminação contra mulheres que interrompem a gravidez, ressaltando o papel da empatia na formação da percepção social sobre o aborto.

## Classificação
"Aborto" ou "interrupção da gravidez" é a interrupção de uma gravidez pela remoção de um feto ou embrião antes de este ter a capacidade de sobreviver fora do útero. Um aborto que ocorra de forma espontânea denomina-se aborto espontâneo ou "interrupção involuntária da gravidez". Um aborto deliberado denomina-se "aborto induzido" ou "interrupção voluntária da gravidez". O termo "aborto", usado de forma isolada, geralmente refere-se a abortos induzidos. Nos casos em que o feto já é capaz de sobreviver fora do útero, este procedimento denomina-se "interrupção tardia da gravidez".

### Aborto induzido
O aborto induzido, também denominado aborto provocado ou interrupção voluntária da gravidez, é o aborto causado por uma ação humana deliberada. Ocorre pela ingestão de medicamentos ou por métodos mecânicos. O aborto induzido possui as seguintes subcategorias:
- Aborto terapêutico
  - aborto provocado para salvar a vida da gestante[25]
  - para preservar a saúde física ou mental da mulher[25]
  - para dar fim à gestação que resultaria numa criança com problemas congênitos que seriam fatais ou associados com enfermidades graves[25]
  - para reduzir seletivamente o número de fetos para diminuir a possibilidade de riscos associados a gravidez múltipla.[25]
- Aborto eletivo: aborto provocado por qualquer outra motivação.[25]

### Aborto espontâneo
Um aborto espontâneo, ou interrupção involuntária da gravidez, é a expulsão não intencional de um embrião ou feto antes das 24 semanas de idade gestacional. Uma gravidez que termine antes das 37 semanas de gestação é denominada parto pré-termo ou prematuro. Quando o feto morre no útero após a data de viabilidade fetal ou durante o parto, denomina-se morte fetal. Os partos prematuros e as mortes fetais geralmente não são considerados abortos espontâneos, embora os termos por vezes se sobreponham.
Apenas 30 a 50% das gravidezes avançam para além do primeiro trimestre. A grande maioria dos abortos espontâneos ocorre antes da mulher perceber a gravidez e muitas gravidezes são perdidas antes de os médicos detectarem um embrião. Entre as gravidezes diagnosticadas, 15 a 30% terminam em aborto espontâneo, dependendo da idade e estado de saúde da grávida. Cerca de 80% dos abortos espontâneos ocorrem antes das primeiras doze semanas de gravidez.
A causa mais comum de aborto espontâneo durante o primeiro trimestre de gravidez são anomalias cromossómicas no embrião ou no feto. Esta causa é responsável por cerca de 50% dos abortos espontâneos. Entre outras possíveis causas estão doenças vasculares como o lúpus, a diabetes, outros problemas hormonais, infeções e anomalias no útero. O risco de aborto espontâneo aumenta em função da idade materna avançada (> 35 anos) e antecedentes de outros abortos espontâneos. Um aborto espontâneo pode ainda ser causado por trauma acidental. No entanto, um trauma intencional ou indução deliberada de stresse na grávida é considerado aborto induzido.

### Outras classificações
Quanto ao tempo de duração da gestação:
- Aborto subclínico: abortamento que acontece antes de quatro semanas de gestação
- Aborto precoce: entre quatro e doze semanas
- Aborto tardio: após doze semanas

## Métodos de indução

### Aborto farmacológico
Também conhecido como aborto médico, químico ou não cirúrgico, é o aborto induzido por administração de fármacos que provocam a interrupção da gravidez e a expulsão do embrião. O aborto farmacológico é aplicável apenas no primeiro trimestre da gravidez.
Tornou-se um método alternativo de aborto induzido com o surgimento no mercado dos análogos de prostaglandina no início dos anos 1970 e do antiprogestágeno mifepristona (RU-486) nos anos 1980.
Os regimes de aborto mais comuns para o primeiro trimestre utilizam mifepristona em combinação com um análogo de prostaglandina (misoprostol) até 9 semanas de idade gestacional, metotrexato em combinação com um análogo de prostaglandina até 7 semanas de gestação, ou um análogo de prostaglandina isolado. Os regimes de mifepristona–misoprostol funcionam mais rápido e são mais efetivos em idades gestacionais mais avançadas do que os regimes combinados de metotrexato-misoprostol, e os regimes combinados são mais efetivos que o uso do misoprostol isolado.
Em abortos muito precoces, com até 7 semanas de gestação, o regime combinado de mifepristona-misoprostol é considerado mais efetivo do que o aborto cirúrgico (aspiração à vácuo). Os regimes de aborto médico precoce que utilizam 200 mg de mifepristona, seguido por 800 mcg de misoprostol vaginal ou oral 24-48 horas após apresentam efetividade de 98% até as 9 semanas de idade gestacional. Nos casos de falha do aborto farmacológico, é necessária a complementação do procedimento com o aborto cirúrgico.
Os abortos farmacológicos precoces são responsáveis pela maioria dos abortos com menos de 9 semanas de gestação na Grã-Bretanha, França, Suíça, e nos países nórdicos. Nos Estados Unidos, o percentual de abortos farmacológicos precoces é menor.
Regimes de aborto farmacológico usando mifepristona em combinação com um análogo de prostaglandina são os métodos mais comumente usados para abortos de segundo trimestre no Canada, maior parte da Europa, China e Índia, ao contrário dos Estados Unidos, onde 96% dos abortos de segundo trimestre são realizados cirurgicamente com dilatação e esvaziamento uterino.

### Aborto cirúrgico
Os procedimentos no primeiro trimestre podem geralmente ser realizados usando anestesia local, enquanto os realizados no segundo trimestre podem necessitar de sedação ou anestesia geral.

#### Aspiração uterina a vácuo

Um aborto realizado por aspiração a vácuo com equipamento elétrico em uma gestação de oito semanas (seis semanas após a fertilização).1: Bolsa amniótica2: Embrião3: Endométrio4: Espéculo5: Cureta de aspiração6: Saída para a bomba à vácuo

No procedimento de aspiração uterina a vácuo o médico realiza vácuo no útero da gestante para remover o feto. São utilizados equipamentos manuais ou elétricos para a realização do vácuo. Geralmente são realizados em gestações de até doze semanas (primeiro trimestre).
A aspiração manual intrauterina (AMIU) consiste em uma aspiração cujo vácuo é criado manualmente utilizando-se uma cânula flexível acoplada a uma seringa. Foi desenvolvida para ser realizada ambulatorialmente sem anestesia geral, não necessitando ser realizada em bloco cirúrgico. Não é necessária a dilatação cervical.
O procedimento também pode ser utilizando um aparelho de vácuo eléctrico. Neste tipo de aspiração o conteúdo do útero é sugado pelo equipamento.
Ambos os procedimentos são considerados não cirúrgicos e são realizados em cerca de dez minutos. São eficazes e seguros, pois apresentam um baixo risco para a mulher (0,5% de casos de infecção).

#### Dilatação e curetagem uterina

Figura mostrando como é empregada a técnica da curetagem

Em gestações mais avançadas, nas quais o material a ser removido do útero é muito volumoso, recorre-se à curetagem. Ao contrário da aspiração uterina à vácuo, que pode ser realizada em consultórios ou clínicas, a dilatação e curetagem é um procedimento cirúrgico, devendo ser realizado em um hospital com bloco cirúrgico. Inicialmente o médico alarga o colo do útero da paciente com dilatadores, para permitir a passagem da cureta a seguir. A cureta é um instrumento cirúrgico cortante, em forma de colher, que é introduzida no útero para realizar a raspagem. Servindo-se da cureta, o médico retira todo o conteúdo uterino, incluindo o endométrio.
Uma das principais complicações da curetagem é a perfuração uterina causada pela cureta.
Evita-se a realização da curetagem uterina em gestações com mais de 12-16 semanas sem antes realizar a expulsão fetal.

#### Dilatação e evacuação
O procedimento de curetagem é aplicável ainda no começo do segundo trimestre, mas se não for possível terá de recorrer-se a métodos como a dilatação e evacuação. Neste procedimento o médico promove primeiro a dilatação cervical (um dia antes).
Na intervenção que é feita sob anestesia é inserido um aparelho cirúrgico na vagina para cortar o material intra-uterino em pedaços, e retirá-los de dentro do útero. No final é feita a aspiração. O feto é remontado no exterior para garantir que não há nenhum pedaço no interior do útero que poderia levar a infecção séria. Em raríssimas situações (0,17% das IVGs realizadas nos Estados Unidos em 2000) o feto é removido intacto.

#### Eliminação ou expulsão fetal (indução do trabalho de parto)
A eliminação ou expulsão fetal geralmente é reservada para gestações com mais de doze semanas. Consiste em forçar prematuramente o trabalho de parto com o uso do análogo de prostaglandina misoprostol. Pode-se associar o uso de ocitocina ou injeção no líquido amniótico de soluções hipertônicas com solução salina ou ureia.
Após a expulsão fetal, pode ser necessária a realização de curetagem.

#### Aborto por dilatação e extração
O aborto por esvaziamento craniano intrauterino (ECI), também conhecido como aborto com "nascimento parcial", é uma técnica utilizada para provocar o aborto quando a gravidez está em estágio avançado, entre 20 e 26 semanas (cinco meses a seis meses e meio), suas indicações mais comuns são: morte do feto, risco de morte para a mãe, risco para a saúde da mãe e más formações fetais que inviabilizem a vida extra-uterina. Guiado por ultrassom, o médico segura a perna do feto com um fórceps, puxa-o para o canal vaginal, e então retira o feto do útero, com exceção da cabeça.
Faz então uma incisão na nuca, inserindo depois um cateter para sugar o cérebro do feto e então o retira por inteiro do corpo da mãe.  Em alguns países, essa prática é proibida em todos os casos, sendo considerada homicídio e punida severamente. Esta técnica tem sido alvo de intensas polêmicas nos Estados Unidos.
Em 2003, sua prática foi proibida em todo o país, gerando revoltas de movimentos pró-aborto.

### Outros métodos
No passado, diversas ervas já foram consideradas portadoras de propriedades abortivas e foram usadas na medicina popular. No entanto, o uso de ervas com a intenção abortiva pode causar diversos efeitos adversos graves e até mesmo letais, tanto para a mãe quanto para o feto, e não é recomendado pelos médicos.
O aborto, às vezes, é tentado através de trauma no abdômen. O grau da força, se intensa, pode causar diversas lesões internas graves sem necessariamente induzir com sucesso a perda fetal. No Sudeste da Ásia, há uma tradição antiga de se tentar o aborto através de forte massagem abdominal.
Métodos utilizados em abortos autoinduzidos não seguros incluem o uso incorreto de misoprostol e a inserção de materiais não cirúrgicos como agulhas e prendedores de roupas no útero. A utilização destes métodos não seguros raramente é observada em países desenvolvidos, onde o aborto cirúrgico é legal e disponível.

## Segurança
O risco para a saúde associado ao aborto induzido é intrinsecamente influenciado por uma série de fatores, dos quais a segurança e a legalidade do procedimento são cruciais  . A abordagem mais segura envolve a realização do aborto induzido em um ambiente médico adequado, com pessoal de saúde qualificado e a utilização de técnicas e protocolos médicos apropriados . Nesse cenário, os riscos podem ser minimizados e controlados de forma eficaz. 
Os abortos legais realizados nos países desenvolvidos estão entre os procedimentos mais seguros na medicina. Nos Estados Unidos, a taxa de mortalidade materna em abortos entre 1998 e 2005 foi de 0,6 morte por 100 000 procedimentos abortivos, tornando o aborto cerca de 14 vezes mais seguro do que o parto, cuja taxa de mortalidade é de 8,8 mortes por 100 000 nascidos vivos.
O risco de mortalidade relacionada com o aborto aumenta com a idade gestacional, mas permanece menor do que o do parto até pelo menos 21 semanas de gestação. Isso contrasta com algumas leis presentes em alguns países que exigem que os médicos informem os pacientes que o aborto é um procedimento de alto risco.
A aspiração uterina a vácuo no primeiro trimestre é o método de aborto não farmacológico mais seguro, e pode ser realizado em uma clínica de atenção primária em saúde, clínica de aborto ou hospital. As complicações são raras e podem incluir perfuração uterina, infecção pélvica e retenção dos produtos da concepção necessitando de um segundo procedimento para evacuá-los.
Geralmente são administrados antibióticos profiláticos (preventivos) (como a doxiciclina ou metronidazol) antes do aborto eletivo, pois acredita-se que eles diminuem substancialmente o risco de infecção uterina pós-operatória.
Existe pouca diferença em termos de segurança e eficácia entre o aborto farmacológicos usando regime combinado de mifepristona e misoprostol e o aborto não farmacológico (aspiração a vácuo) quando são realizados no início do primeiro trimestre (até 9 semanas de idade gestacional). O aborto farmacológico com o uso do análogo de prostaglandina misoprostol isolado é menos efetivo e mais doloroso do que o aborto usando o regime combinado de mifepristona e misoprostol ou do que o aborto cirúrgico.
No entanto, quando o aborto induzido é realizado de forma insegura, como em circunstâncias clandestinas ou em locais inadequados, os riscos para a saúde da mulher aumentam consideravelmente.  Tais riscos incluem hemorragia excessiva, infecções graves, lesões uterinas, complicações anestésicas, entre outros e, em casos extremos, o aborto inseguro pode levar à morte da mulher.  
O risco de hemorragia é uma preocupação significativa em abortos induzidos e espontâneos. A perda excessiva de sangue pode levar à anemia e, em casos extremos, à necessidade de transfusões sanguíneas ou cirurgia para controlar a hemorragia. Qualquer procedimento que envolva a introdução de instrumentos no útero carrega um risco de infecção uterina. Infecções não tratadas podem se espalhar para outras partes do corpo e se tornarem graves. Em casos raros, os procedimentos de aborto podem causar lesões no útero ou em outros órgãos próximos, como o intestino.   

### Aborto inseguro
A Organização Mundial de Saúde define como abortos inseguros aqueles que são realizados por indivíduos sem formação, equipamentos perigosos ou em instalações sem condições de higiene e segurança. Em muitos casos, e principalmente quando existem limitações no acesso a abortos legais e seguros, as mulheres que procuram terminar a gravidez vêm-se forçadas a recorrer a métodos de aborto inseguros. Nestes casos, podem tentar realizar um aborto autoinduzido ou confiar noutra pessoa sem formação médica adequada ou sem acesso a instalações seguras. A prática de abortos sem condições de segurança pode resultar em complicações graves para a mulher, entre as quais um aborto incompleto, sepse, hemorragias, infertilidade e lesões nos órgãos internos.
Os abortos inseguros são uma das principais causas de morte e incapacidade entre as mulheres em todo o mundo. Embora os dados sejam imprecisos, estima-se que todos os anos sejam praticados cerca de 20 milhões de abortos inseguros, 97% dos quais em países em vias de desenvolvimento. Os abortos inseguros resultam em 5 milhões de casos de incapacidade por ano. Cerca de 24 milhões de mulheres são inférteis como resultado de um aborto inseguro. A estimativa do número de mortes causada por abortos inseguros varia conforme a metodologia usada. A ONU estima que 70 000 mulheres perdem a vida anualmente em consequência de abortos realizados em condições inseguras. o que corresponde a 13% de todas as mortes maternas. A OMS estima que a mortalidade tenha diminuído desde a década de 1990.   No entanto, entre 1995 e 2008 a proporção de abortos inseguros aumentou de 44% para 49%. A incidência dos abortos inseguros pode ser difícil de quantificar com precisão, uma vez que muitos casos são reportados como aborto espontâneo, "regulação menstrual", "mini-aborto" ou "regulação de menstruação suspensa" ou "adiada".
O principal fator que determina se o aborto é feito de forma segura ou insegura é a se é ou não legal. Os países com leis proibitivas apresentam maior frequência de abortos inseguros e maior frequência de abortos em geral, quando comparados com aqueles onde o aborto é permitido e de fácil acesso. A falta de acesso a contraceção também contribui para o número de abortos inseguros. Estima-se que a incidência de abortos inseguros pudesse ser reduzida 75%, de 20 para 5 milhões anuais, se em todo o mundo estivessem disponíveis serviços modernos de saúde materna e planeamento familiar.
Apenas 40% das mulheres em todo o mundo têm acesso a abortos terapêuticos e eletivos dentro de determinados limites gestacionais. Cerca de 35% têm acesso a abortos legais quando cumprem determinados critérios físicos, mentais ou socioeconómicos.  Entre as medidas para diminuir o número de abortos inseguros, a generalidade das organizações de saúde pública defende a legalização do aborto, a formação do pessoal médico, a garantia do acesso a serviços de planeamento familiar e contracetivos e educação sexual. Nos países onde o aborto tem vindo a ser legalizado, tem-se observado uma diminuição acentuada da mortalidade materna.

### Câncer de mama
Esta hipótese não é aceita pelo consenso científico das entidades ligadas ao câncer. Bind é um pesquisador com uma agenda enviesada e pseudocientífica para a promoção de suas crenças religiosas através do do "Breast Cancer Prevention Institute".

### Dor do feto
As estruturas anatómicas envolvidas no processo de sensação da dor ainda não estão presentes nesta fase do desenvolvimento. As ligações entre o tálamo e o córtex cerebral formam-se por volta da 23ª semana. Existe também a possibilidade de que o feto não disponha da capacidade de sentir dor, ligada ao desenvolvimento mental que só ocorre após o nascimento.
Evidências neurocientíficas atuais indicam a possibilidade de percepção de dor fetal durante o primeiro trimestre, com menos de 14 semanas de gestação e a medida que as evidências médicas mudaram no reconhecimento da percepção da dor fetal antes da viabilidade, houve uma mudança gradual no debate sobre a dor fetal, da contestação da existência da dor fetal ao debate sobre o significado da dor fetal. A presença de dor fetal cria tensão na prática da medicina no que diz respeito à beneficência e à não maleficência.
Dado que o córtex só se torna funcional e os tratos só se desenvolvem após 24 semanas, muitos relatos excluem a dor fetal até o último trimestre. Após as 24 semanas, evidências mais recentes que questionam a necessidade do córtex para a dor e demonstram a conectividade funcional do tálamo com a subplaca são usadas para argumentar que a neurociência não pode descartar definitivamente a dor fetal antes das 24 semanas. 
Parece que a dor é um fenômeno neuroadaptativo que surge no meio da gravidez, por volta das 20-22 semanas de gestação, e torna-se cada vez mais evidente e significativo para o feto, durante o restante da gravidez. 

### Consequências a longo prazo para a criança não desejada
Muitos membros de grupos pró-escolha consideram haver um risco maior de crianças não desejadas (crianças que nasceram apenas porque a interrupção voluntária da gravidez não era uma opção, quer por questões legais, quer por pressão social) terem um nível de felicidade inferior às outras crianças incluindo problemas que se mantêm mesmo quando adultas, entre estes problemas incluem-se:
- doença e morte prematura[118]
- pobreza
- problemas de desenvolvimento[118]
- abandono escolar[119]
- delinquência juvenil[120]
- abuso de menores
- instabilidade familiar e divórcio[121]
- necessidade de apoio psiquiátrico[121]
- falta de autoestima[122]

Uma opinião contrária, entretanto, apresentada por grupos pró-vida, seria que, mesmo que sejam encontradas correlações estatísticas entre gravidez indesejáveis e situações consideradas psicologicamente ruins para as crianças nascidas, esta situação não pode ser comparada com a de crianças abortadas, visto que estas não estão vivas. Uma "situação de vida" não seria passível de comparação com uma "situação de morte", visto a inverificabilidade desta enquanto situação possivelmente existente (a chamada "vida após a morte") pelos métodos científicos disponíveis. Como não se pode estipular se uma situação ruim de vida, por pior que fosse, seria pior que a morte, o aborto, no caso, não poderia ser apresentado como solução, visto que não dá a capacidade de escolha ao envolvido, enquanto ainda é um feto.

## Motivações
As razões que levam a mulher a optar por um aborto são diversas e diferentes em todo o mundo. Uma das razões mais comuns é o adiamento da gravidez para um momento mais conveniente ou de forma a permitir focar energias e recursos nos filhos já nascidos. Entre outras razões pessoais estão a incapacidade em sustentar a criança, quer em termos de custos diretos, quer em termos de custos indiretos derivados da perda de rendimentos ao ter que tomar conta da criança, a falta de apoio do pai, a vontade em proporcionar educação de qualidade aos filhos já nascidos, problemas de relacionamento com o parceiro, a perceção de ser muito nova para tomar conta de uma criança, desemprego, e não estar disposta a educar uma criança que tenha sido concebida como resultado de uma violação, incesto ou outras causas.
Alguns abortos são praticados como resultado de pressões sociais. Entre estas pressões estão a preferência por crianças de determinado  sexo ou raça, a reprovação social de mães solteiras ou de gravidez na adolescência, o estigma social em relação a pessoas com deficiências, falta de apoios económicos às famílias, falta de acesso ou rejeição de métodos contracetivos ou resultado de controlo populacional. Estes fatores podem por vezes resultar em aborto compulsivo ou aborto seletivo.
Em alguns países, em mais de um terço dos casos a principal razão apontada é o risco para a saúde da mãe ou do bebé. Em muitos casos, a motivação é a presença de um cancro e o aborto é feito para proteger o feto durante o tratamento com quimioterapia ou radioterapia.
Um estudo norte-americano de 2002 observou que cerca de metade das mulheres que realizaram abortos tinham usado um método contracetivo no momento da concepção. No entanto, observou-se inconsistência de uso em cerca de metade das que tinham usado preservativo e em três quartos das que tinham usado pílula contracetiva. Cerca de 42% das que tinham usado preservativos reportaram que a falha se tinha devido ao deslizamento ou rutura.

## História
A história do aborto, segundo a Antropologia, remonta à Antiguidade.
Há evidências que sugerem que, historicamente, dava-se fim à gestação, ou seja, provocava-se o aborto, utilizando diversos métodos, como ervas abortivas, o uso de objetos cortantes, a aplicação de pressão abdominal entre outras técnicas.

### Etimologia
A palavra aborto tem sua origem etimológica no latim abortacus, derivado de aboriri ("perecer"), composto de ab ("distanciamento", "a partir de") e oriri ("nascer").

## Sociedade e cultura

### Debate sobre o aborto
O aborto induzido tem sido matéria de debate considerável. As questões éticas, morais, filosóficas, biológicas, religiosas e legais do aborto são influenciadas pelos sistemas de valores dos intervenientes. As opiniões sobre o aborto podem envolver os direitos da mulher, direitos fetais ou legitimidade do governo. Tanto no debate público como privado, os argumentos a favor ou contra o livre acesso aborto focam-se ou na legitimidade moral de um aborto induzido ou na legitimidade de leis que permitam ou restrinjam o acesso ao aborto.
A Declaração sobre Aborto Terapêutico da Associação Médica Mundial afirma que o debate sobre o aborto resulta do conflito do interesse da mãe com o interesse do filho por nascer, que dá origem a um dilema moral sobre se a gravidez deve ou não ser deliberadamente interrompida. Os debates sobre o aborto, em particular aqueles que incidem sobre a legislação, são muitas vezes encabeçados por grupos que advogam uma destas posições. Os grupos antiaborto intitulam-se "pró-vida" e advogam maiores restrições legais ao aborto, em alguns casos a sua proibição total. Os grupos a favor do direito ao aborto intitulam-se "pró-escolha e advogam a liberdade da mulher em tomar decisões sobre o seu próprio corpo.
A maioria dos movimentos antiaborto alega que qualquer feto humano é uma pessoa com direito à vida, comparando em termos morais o aborto ao homicídio. A maioria dos movimentos a favor  do direito ao aborto alega que a mulher tem direitos reprodutivos e a liberdade de decidir sobre o seu próprio corpo, especialmente se quer ou não levar uma gravidez a termo, e que os abortos clandestinos representam um perigo de saúde pública. Nos países em desenvolvimento em que o aborto é criminalizado, as taxas são centenas de vezes mais altas atingindo 330 mortes por cada 100 mil procedimentos.

### Legislação

Situação jurídica do aborto ao redor do mundo:
Legal:
Sem limite gestacional
Limite gestacional após 17 semanas
Limite gestacional até 17 semanas
Limite gestacional não específico ou não claro
Ilegal, exceto em casos de:
Risco de vida*, problemas de saúde, estupro*, má-formação do feto* ou fatores socioeconômicos
Risco de vida, problemas de saúde*, estupro, ou má-formação do feto
Risco de vida, problemas de saúde*, ou má-formação do feto
Risco de vida*, problemas de saúde*, ou estupro
Risco de vida ou problemas de saúde
Risco de vida materno
Ilegal, sem exceções
Não há informações
- Não se aplica a alguns países da categoria.
Nota: Em alguns países ou territórios, leis sobre o aborto foram modificadas por outras leis, regulamentações, princípios legais ou decisões judiciais. Este mapa mostra seus efeitos combinados, conforme implementado pelas autoridades.

Nas jurisdições em que o aborto a pedido é permitido por lei, geralmente é necessário cumprir determinados critérios para se poder aceder a um aborto seguro e legal. Estes critérios geralmente incidem sobre a idade do feto. Em algumas jurisdições é determinado um número máximo de semanas, geralmente por volta do fim do primeiro trimestre, enquanto em outras se exige a avaliação da viabilidade fetal por parte de um médico. Algumas jurisdições exigem um período de reflexão entre o pedido e a realização do aborto, obrigam à distribuição de informação relativa ao desenvolvimento pré-natal ou exigem que os pais sejam contactados se uma filha menor requerer um aborto.
Outras jurisdições podem ainda exigir que a mulher obtenha a aprovação do pai do feto. Algumas jurisdições exigem ainda que a mulher seja informada dos riscos do procedimento, incluindo alegados riscos que não são apoiados por evidências científicas, e também que as autoridades de saúde certifiquem que o aborto é medicamente ou socialmente necessário. No entanto, muitas destas restrições são levantadas em situações de emergência.
Noutras jurisdições o aborto a pedido é geralmente proibido. No entanto, muitas destas jurisdições permitem abortos legais em circunstâncias excecionais. Embora as circunstâncias variem entre jurisdições, geralmente incidem sobre se a gravidez é ou não ou resultado de uma violação ou incesto, se existe comprometimento do desenvolvimento fetal, se a saúde física ou mental da mulher está em risco ou se as condições socioeconómicas colocam o desenvolvimento da criança em risco.
Em regiões onde o aborto é ilegal e está associado a forte estigma social, as grávidas podem recorrer a turismo médico, viajando para países onde seja a interrupção da gravidez seja legal. As mulheres sem meios para viajar recorrem em muitos casos a abortos ilegais e inseguros ou tentam realizar um aborto por elas mesmas. Em alguns países em que o aborto é totalmente proibido, algumas clínicas realizam abortos sob eufemismos como "higiene menstrual" ou "menstruação atrasada". Em países onde o aborto é completamente proibido, como na Nicarágua, as autoridades médicas têm registado aumentos na morte materna direta e indiretamente relacionados com a gravidez, assim como mortes causadas pelo receio dos médicos em serem perseguidos caso tratem outras emergências ginecológicas.

## Religião
Na Igreja Católica, as opiniões eram divididas quanto à gravidade do aborto em comparação com atos como a contracepção e o sexo oral ou anal. :155–167A Igreja só passou a se opor vigorosamente ao aborto a partir do século XIX. Já por volta do ano 100 d.C., a Didaquê ensinava que o aborto era um pecado. Vários historiadores argumentam que, antes do século XIX, a maioria dos autores católicos não considerava a interrupção da gravidez antes da vivificação (movimento fetal) ou da infusão da alma como um aborto propriamente dito. Em 1588, o Papa Sisto V (1585–1590) instituiu uma política oficial da Igreja que classificava todo aborto como homicídio, condenando a prática independentemente do estágio da gestação.  :362–364 :157–158 No entanto, esse pronunciamento foi revertido em 1591 pelo Papa Gregório XIV. Na recodificação do Código de Direito Canônico de 1917, a constituição apostólica Apostolicae Sedis foi reforçada, em parte para eliminar interpretações que excluíssem a possibilidade de excomunhão da mãe. Declarações contidas no Catecismo da Igreja Católica, o resumo codificado dos ensinamentos da Igreja, consideram o aborto, desde o momento da concepção, como homicídio, e defendem o fim da legalização do aborto.
No judaísmo, o feto não é considerado como possuidor de uma alma humana até que esteja em segurança fora do corpo da mulher, seja viável e tenha dado seu primeiro suspiro. Durante a gestação, o feto é visto como uma propriedade valiosa da mulher, e não como uma vida humana propriamente dita, conforme interpretado a partir de Êxodo 21:22–23. Embora o judaísmo incentive a prática de "ser fecundo e multiplicar-se" por meio da maternidade, o aborto é permitido e considerado necessário quando a vida da mulher grávida está em risco. Diversas religiões — incluindo o judaísmo — que não concordam que a vida humana comece na concepção, apoiam a legalização do aborto com base no princípio da liberdade religiosa.
No Islã, o aborto é tradicionalmente permitido até determinado momento em que os muçulmanos acreditam que a alma entra no feto — momento esse que, segundo diferentes teólogos islâmicos, pode ocorrer na concepção, 40 dias após a concepção, 120 dias ou durante a aceleração fetal (quickening). O aborto é amplamente restringido ou proibido em regiões de forte presença do Islamismo, como o Oriente Médio e o Norte da África.
Algumas denominações protestantes — ou seja, correntes do cristianismo distintas da Igreja Católica, originadas principalmente a partir da Reforma Protestante — apoiam o direito ao aborto com certas restrições. Entre elas estão a Igreja Metodista Unida, a Igreja Episcopal, a Igreja Evangélica Luterana na América e a Igreja Presbiteriana dos EUA.
Uma pesquisa realizada pelo Instituto Guttmacher em 2014 com pacientes que realizaram aborto nos Estados Unidos revelou que muitos tinham filiação religiosa: 24% eram católicos e 30% protestantes. Já um estudo de 1995 indicou que mulheres católicas tinham a mesma probabilidade de interromper uma gravidez que a população em geral, enquanto mulheres protestantes eram menos propensas, e cristãs evangélicas, ainda menos. Em 2019, o Pew Research Center mostrou que a maioria das denominações cristãs nos EUA era contrária à revogação do caso Roe v. Wade — decisão da Suprema Corte dos Estados Unidos que legalizou o aborto no país — com cerca de 70% se opondo à revogação, exceto entre os evangélicos brancos, entre os quais apenas 35% tinham essa posição.